# Julio Robles
Pour les articles homonymes, voir Robles.
Julio Avelino Robles Hernández, né le 4 décembre 1951 à Fontiveros (Espagne, province d'Ávila), mort le 14 janvier 2001 à Salamanque (Espagne), est un matador espagnol. Il est considéré comme un très grand capeador, de style classique, artistique et profond à la muleta et excellent estoqueador. Il est notamment sorti en triomphe des arènes de Madrid à trois reprises. Lors du premier anniversaire de sa mort, une statue de Julio Robles a été inaugurée à Salamanque, à proximité des arènes, à côté de celle d’un autre matador salmantin : « El Viti ».

## Biographie
Dans la région de Salamanque où ses parents se sont installés, Julio passe son enfance au milieu des élevages de taureaux. À la fin des années 60, il est un novillero que la presse met en rivalité avec son ami El Niño de la Capea. Il s'affirme par des gestes amples, et selon le journaliste Vincent Bourg "Zocato" comme « probablement le dernier prince de la profondeur ». 
En 1989 à Pampelune, il réalisa une faena dangereuse qu'il exécuta les pieds dans la boue, sous une pluie torrentielle.
Le 13 août 1990, dans les arènes de Béziers, il est gravement blessé par le taureau Timador de la ganadería de Cayetano Muñoz et reste tétraplégique.

## Profanation de la tombe de Julio Robles
En septembre 2008, un groupe anti-corrida profane la tombe du matador au cimetière d'Ahigal de los Aceiteros (Province de Salamanque), tentant en vain d'exhumer le corps, et se livrant à plusieurs actes de vandalisme. Un buste du matador faisant partie du monument funéraire est volé, le groupe n'ayant l'intention de le restituer que lorsqu'il « sera mis fin au massacre des taureaux. ». Le 31 août 2011, la garde civile espagnole démantèle un groupe de 11 militants de la branche espagnole du Front de libération des animaux pour diverses actions de sabotages, menaces et  vandalisme, dont la profanation de la tombe de Robles.

## Carrière
- Débuts en public : 28 août 1968 à Villavieja de Yeltes (Espagne, province de Salamanque).
- Débuts en novillada avec picadors : Lérida (Espagne) le 10 mai 1970, aux côtés de Paco Núñez et Avelino de la Fuente. Novillos de la ganadería de Lourdes Martín Pérez Tabernero.
- Présentation à Madrid : 10 juin 1972 aux côtés de « Angelete » et « El Niño de la Capea. Novillos de la ganadería de Juan Pedro Domecq.
- Alternative : Barcelone le 9 juillet 1972. Parrain, Diego Puerta ; témoin, Paco Camino. Taureaux de la ganadería de Juan María Pérez Tabernero.
- Confirmation d’alternative à Madrid : 22 mai 1973. Parrain, Antonio Bienvenida ; témoin, Palomo Linares. Taureaux de la ganadería de Galache de Cobaleda.